# Lahmacun
El laḥm ʿaŷīn (en árabe: لَحْم بِعَجِين‎), lahmacun (en turco, /lahmacun/ (escucharⓘ)) o lehmeyun (en armenio: Լահմաճուն) es una preparación de pan plano aderezado con carne y varias hortalizas, típico de varias gastronomías de Medio Oriente como la árabe, la turca y la armenia. Similar a una pizza, pero más fina y pequeña, además de que no lleva queso ni salsa de tomate, es a veces denominada «pizza turca», «pizza árabe» o «pizza armenia». El lahmacun es un pan plano delgado y redondo, que se unta con una mezcla de carne picada, cebolla, perejil, morrón y especias y se hornea. La palabra proviene del árabe laḥm ʿaŷīn, que significa carne con masa.
Es una comida rápida tradicional que se sirve en restaurantes, por lo general como entrante, y también como comida callejera. Su consumo se extiende a Europa y varios países de América Latina.

## Etimología
El nombre original de este plato (en árabe: لحم بعجين‎, laḥm ʿaŷīn, laḥm bi-ʿaŷīn) significa ‘carne con masa’.

## Características

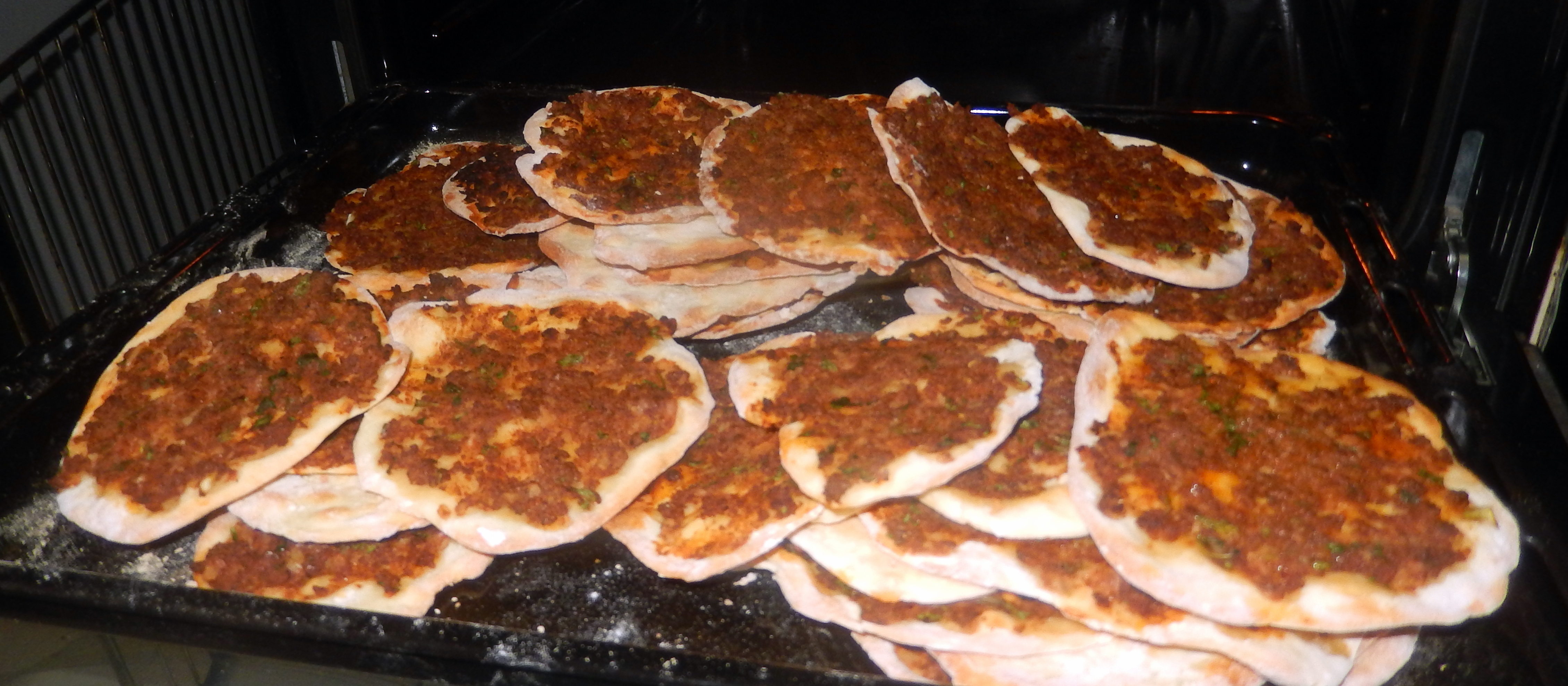
Lahmacun casero

El lahmacun se hace con una base de pan plano, delgado y redondo, sobre la que se unta una mezcla de carne picada (generalmente ovina) y verduras como zanahorias, cebollas o ajos (dependiendo de la región) y tomates, comino, aceite de oliva y pimienta negra. Por lo general, se sirve acompañado de rodajas de limón, azumaque y perejil. Suele enrollarse y comerse con la mano.
Guarda cierta similitud con la pizza italiana, por lo que en ocasiones se le suele denominar pizza turca o pizza armenia; pero a diferencia de la pizza, el lahmacun no lleva queso y su masa es mucho más fina que la de la pizza; además se come enrollado, mientras que la pizza usualmente se come en porciones.